# Philippe Torreton
Philippe Torreton (n. 13 octombrie 1965, Rouen, Franța) este un actor francez.

## Viața și cariera
Născut la Rouen, ca fiu al unei profesoare și al unui angajat la o stație de benzină, Torreton a crescut într-o suburbie a orașului. În perioada studiilor la Liceul Val de Seine din Grand-Quevilly și-a descoperit o anumită afinitate cu teatrul pe care și-a cultivat-o cu sprijinul profesorilor săi, printre care îl citează adesea în special pe dl. Désir. A studiat apoi la Conservatoire national supérieur d'art dramatique (CNSAD), unde a revenit în octombrie 2008 în calitate de profesor.
Torreton a fost angajat la Comédie-Française în 1990 ca pensionnaire (actor salariat care nu obținea nicio cotă din profit) și a devenit sociétaire (membru acționar al Comédie-Française) în 1994. A părăsit teatrul în 1999, după ce a jucat multe roluri de prestigiu, inclusiv Scapin, Lorenzaccio, Hamlet, Henric al V-lea sau Tartuffe.
L-a interpretat pe căpitanul Conan în filmul cu același nume, regizat de Bertrand Tavernier, inspirat dintr-un incident puțin cunoscut din timpul Primului Război Mondial, obținând Premiul César pentru cel mai bun actor în 1997. Fiind un actor angajat politic, a jucat rolul unui director de la o școală primară care se luptă pentru rezolvarea unor probleme sociale în filmul Ça commence aujourd'hui, regizat tot de Tavernier în 1998.
El a fost ales în Consiliul local al arondismentului 9 din Paris.

## Filmografie selectivă

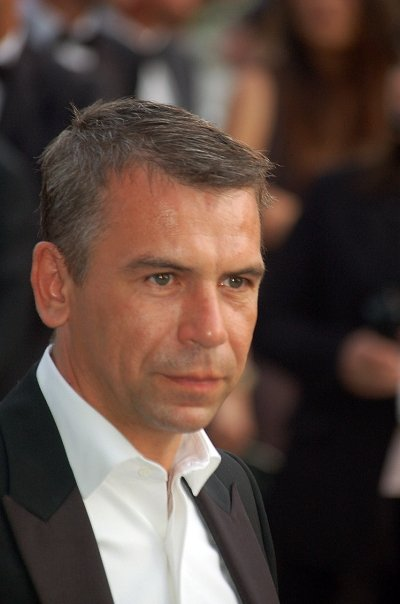
Philippe Torreton la Festivalul de Film de la Cannes din 2007.

| An   | Titlu                          | Rol                | Regizor               | Observații    |
| ---- | ------------------------------ | ------------------ | --------------------- | ------------- |
| 1991 | La neige et le feu             | Claude Pinoteau    |                       |               |
| 1992 | L.627                          | Antoine            | Bertrand Tavernier    |               |
| 1993 | Une nouvelle vie               | Fred               | Olivier Assayas       |               |
| 1994 | Oublie-moi                     | Fabrice            | Noémie Lvovsky        |               |
| 1994 | L'ange noir                    | Christophe         | Jean-Claude Brisseau  |               |
| 1994 | Le petit qui attend le facteur |                    | Anne-Marie Étienne    |               |
| 1995 | L'Appât                        | polițistul șef     | Bertrand Tavernier    |               |
| 1996 | Le bel été 1914                | Ernest Pailleron   | Christian de Chalonge |               |
| 1996 | Capitaine Conan                | căpitanul Conan    | Bertrand Tavernier    |               |
| 1996 | La serva amorosa               | Arlequin           | Jean Douchet          |               |
| 1999 | Ça commence aujourd'hui        | Daniel Lefebvre    | Bertrand Tavernier    |               |
| 1999 | Tôt ou tard                    | Éric               | Anne-Marie Étienne    |               |
| 2001 | Félix et Lola                  | Félix              | Patrice Leconte       |               |
| 2001 | Vertiges de l'amour            | Vincent            | Laurent Chouchan      |               |
| 2003 | Monsieur N.                    | Napoleon           | Antoine De Caunes     |               |
| 2003 | Corps à corps                  | Marco Tisserand    | François Hanss        |               |
| 2004 | L'Équipier                     | Yvon Le Guen       | Philippe Lioret       |               |
| 2005 | Les Chevaliers du ciel         | Bertrand           | Gérard Pirès          |               |
| 2005 | Les Rois maudits               | Robert d'Artois    | Josée Dayan           | miniserial TV |
| 2006 | Le Grand Meaulnes              | dl. Seurel         | Jean-Daniel Verhaeghe |               |
| 2007 | Jean de la Fontaine, le défi   | Colbert            | Daniel Vigne          |               |
| 2007 | Ulzhan                         | Charles            | Volker Schlöndorff    |               |
| 2009 | Banlieue 13 - Ultimatum        | președintele       | Patrick Alessandrin   |               |
| 2011 | Présumé coupable               | Alain Marécaux     | Vincent Garenq        |               |
| 2011 | L'Art d'aimer                  | narator            | Emmanuel Mouret       |               |
| 2011 | L'Ordre et la Morale           | Christian Prouteau | Mathieu Kassovitz     |               |
| 2013 | L'Écume des jours              | Jean-Sol Partre    | Michel Gondry         |               |
| 2013 | La Pièce manquante             | André Mouton       | Nicolas Birkenstock   |               |
| 2016 | Les Enfants de la chance       | doctorul Daviel    | Malik Chibane         |               |

## Decorații
- Ofițer al Ordinului Artelor și Literelor (2016)[10]